# 天美時集團
天美時集團（Timex Group B.V.）是一家總部位於荷蘭霍夫多普的手錶及奢侈品製造商，在美國（Timex Group USA）等一些別的國家有分公司。
“天美時”這個品牌本身是1854年在美國馬薩諸塞州沃特伯里創立的，原本叫沃特伯里鐘錶公司（Waterbury Clock Company），1944年改現名。“Timex”是一個混成詞，由“Time”和“Kleenex”合成。

## 外部連接
- Timex Group（页面存档备份，存于）
- Timex（页面存档备份，存于）